# Arthezé

Arthezé este o comună în departamentul Sarthe, Franța. În 2009 avea o populație de 374 de locuitori.